# ستيف غيب
ستيف غيب (بالإنجليزية: Steve Gibb)‏ هو موسيقي وكاتب أغاني ومغني بريطاني، ولد في 1 ديسمبر 1973 في لندن في المملكة المتحدة.

## وصلات خارجية
- ستيف غيب على موقع IMDb (الإنجليزية)
- ستيف غيب على موقع ميوزك برينز (الإنجليزية)
- ستيف غيب على موقع ديسكوغز (الإنجليزية)